# Nicole Fabrice
Nicole Fabrice est une actrice française, née à Paris, le 5 avril 1930.

## Filmographie
- 1955 : Frou-Frou de Augusto Genina
- 1956 : Le Couturier de ces dames de Jean Boyer
- 1957 : Le rouge est mis de Gilles Grangier - Une manucure du salon de coiffure
- 1960 : Le Gigolo de Jacques Deray

## Théâtre
- 1952 : Le Venin de Henri Bernstein, mise en scène de l'auteur, Théâtre des Célestins, tournée Herbert-Karsenty